# Большая корона Победы

Геральдическая версия короны на эмблеме Министерства обороныТаиланда

Большая корона Победы (тайск. พระมหาพิชัยมงกุฎ) — одна из королевских регалий Таиланда. Изготовлена во время правления короля Рамы I, в 1782 году. Корона сделана из золота, имеет 26 дюймов (66 см) в высоту и весит 16 фунтов (7,3 кг). Король Рама IV во время своего правления (1851—1868) распорядился украсить корону большим бриллиантом из Индии, который получил название «Великий бриллиант» (тайск. พระมหาวิเชียรมณี). Корона выполнена в характерном тайском стиле, в виде многоярусной конической диадемы, увенчанной шпилем. Шпиль символизирует божественную власть короля и его право править народом Таиланда.
Король Таиланда надевает эту корону только во время церемонии коронации. Последний раз её надевал Маха Вачиралонгкорн (Рама X) во время своей коронации 6 мая 2019 года.